# Sebastian Baumann

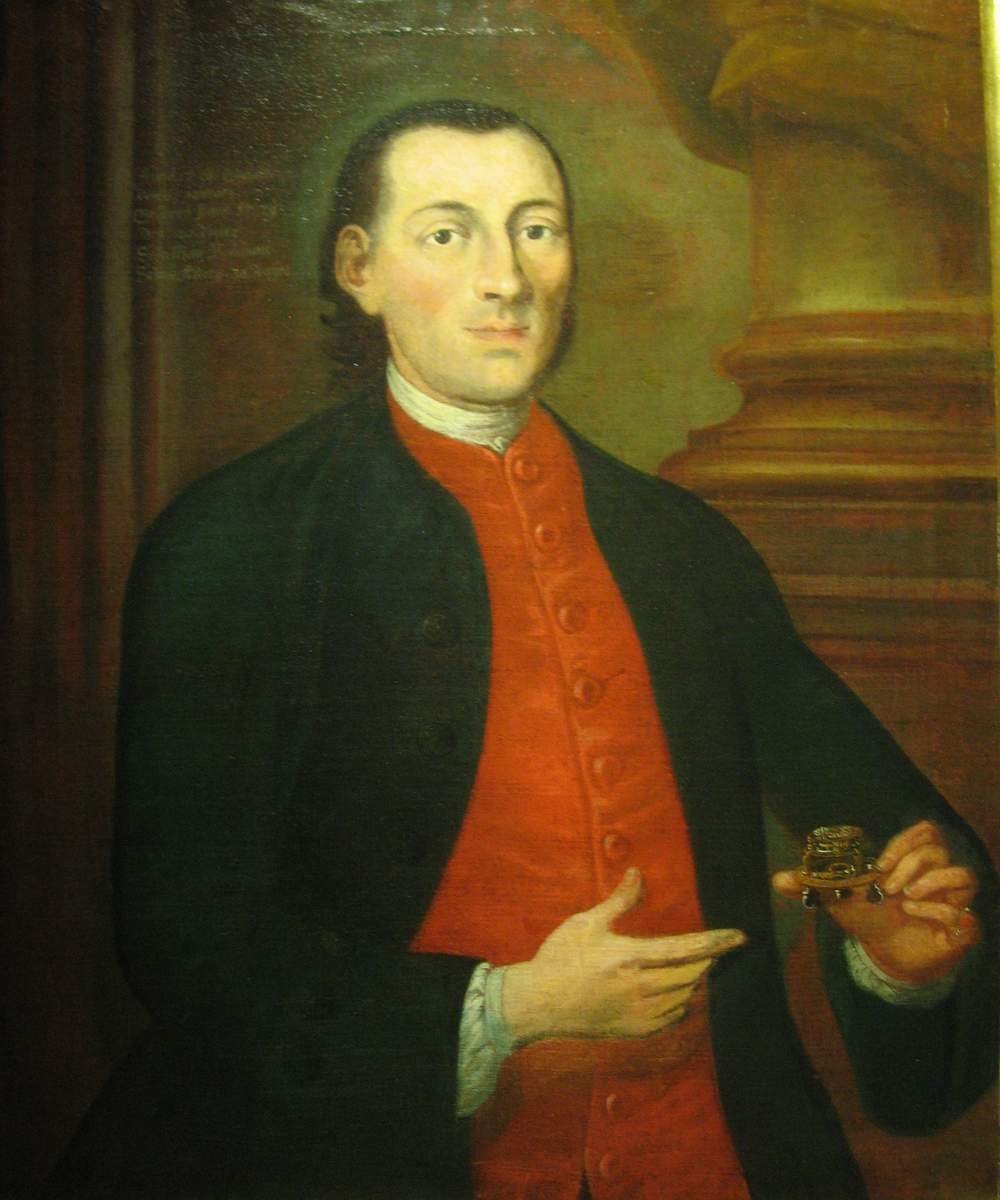
Sebastian Baumann, Gemälde von Sigismund Reis

Sebastian Baumann (* 1729 in Dachau; † 4. Dezember 1805 in Friedberg; auch: Sebastian Paumann) war ein deutscher Uhrmacher.

## Leben
Baumann wurde 1729 in Hadersried, Bezirk Dachau geboren. Erst lernte er die Uhrmacherei und danach ging er auf die Wanderschaft. Im Jahre 1752 wurde er in Graz als Wandergeselle erwähnt. 1758 beantragte er die Bürgerrechte in Friedberg, wo er am 19. Juni im gleichen Jahr Maria Barbara Mahlen, Tochter eines Uhrmachers, heiratete. Bis zu seinem Tode am 4. Dezember 1805 wohnte und arbeitete er gemeinsam mit seiner Frau Barbara als Uhrmacher im Friedberg.
Im Heimatmuseum Friedberg befindet sich je ein Porträt Baumanns und seiner Frau Barbara. Beide Bilder wurden 1768 von Sigismund Reis gemalt. Sie zeigen ihn mit einem bestückten Halter für Taschenuhrwerke und seine Frau Barbara mit einer Laubsäge.

## Leistungen
Baumann war ein Kleinuhrmacher und hatte sich auf die Herstellung von Taschenuhren und Kutschenuhren spezialisiert. Es sind viele Uhren von ihm bekannt und in aller Welt verstreut.